# Commissione Barroso I
La Commissione Barroso I è stata la prima Commissione europea presieduta da José Manuel Durão Barroso, in carica dal 22 novembre 2004 al 9 febbraio 2010.

## Presidente

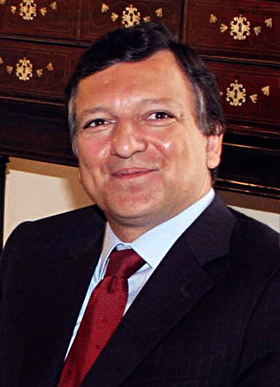
José Manuel Durão Barroso, presidente della Commissione europea.

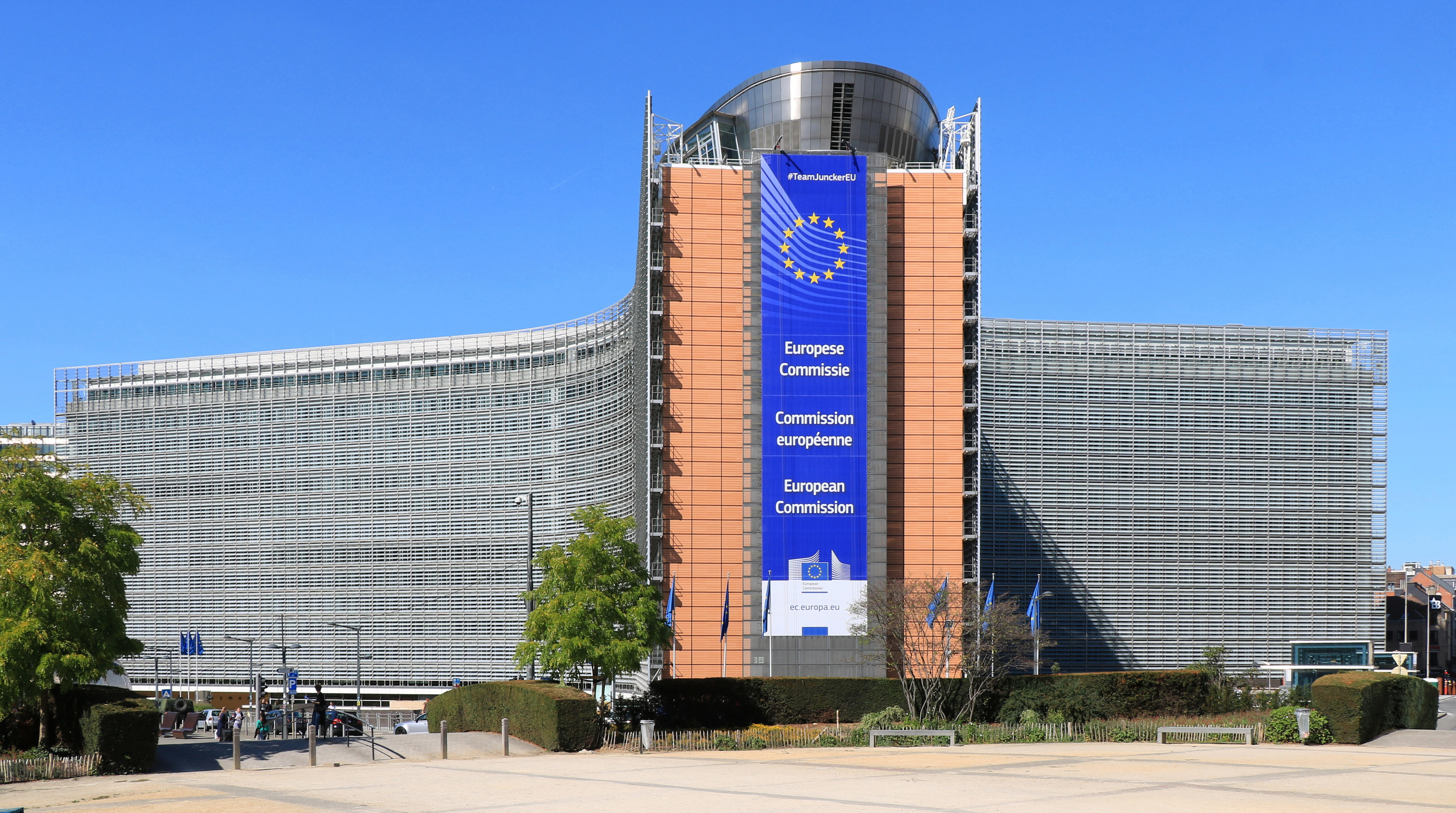
Palazzo Berlaymont, sede della Commissione europea

- José Manuel Durão Barroso ( Portogallo) — Partito Popolare Europeo

È un esponente del Partito Social Democratico del Portogallo, già Primo ministro del Portogallo dal 6 aprile 2002 al 29 giugno 2004 alla guida di una coalizione di centro-destra.
Dopo le elezioni europee del giugno 2004 e la vittoria del Partito Popolare Europeo, era probabile che la presidenza della Commissione europea venisse assegnata a un esponente del PPE. Tra i nomi presi in considerazione, oltre a quello di José Manuel Barroso, vi erano quelli del primo ministro del Lussemburgo Jean-Claude Juncker e del cancelliere austriaco Wolfgang Schüssel; altri ipotesi avanzate, ma più deboli, furono quelle dei commissari europei uscenti Michel Barnier, Franz Fischler e Chris Patten.
Vennero presi in considerazione anche esponenti di partiti diversi dal PPE: il primo ministro del Belgio Guy Verhofstadt, in quota ELDR, sostenuto da Francia e Germania ma osteggiato da Regno Unito, Italia, Spagna e Polonia per la sua opposizione alla guerra in Iraq e all'inserimento di un riferimento alle radici cristiane nella Costituzione europea; il presidente uscente del Parlamento Europeo Pat Cox, anch'egli in rappresentanza dell'ELDR; l'Alto rappresentante per la politica estera e di sicurezza comune Javier Solana, espressione del PSE.
La candidatura di Barroso riuscì infine ad imporsi, nonostante il sostegno che aveva dato alla guerra in Iraq. Gli altri possibili candidati suscitarono maggiori perplessità e sollevarono maggiore opposizione, per cui la scelta di Barroso costituì sostanzialmente un compromesso al ribasso. La nomina di Barroso venne approvata dal Parlamento Europeo il 22 luglio 2004 con 413 voti favorevoli, 215 contrari e 44 astensioni; la maggior parte del sostegno venne dal Partito Popolare Europeo e dai Democratici Europei.
In seguito Barroso guadagnò maggiori consensi, grazie all'abilità mostrata nell'assegnare i vari portafogli della sua commissione, facendo attenzione alle competenze dei singoli commissari e assegnando i portafogli di maggiore peso non solo a commissari provenienti dagli Stati membri più grandi dell'Unione europea.

## Approvazione della Commissione
Dopo l'assegnazione dei portafogli ai commissari designati da parte del presidente Barroso, tra la fine di settembre e l'inizio di ottobre 2004 si sono svolte le audizioni dei commissari designati davanti al Parlamento Europeo.
Il Parlamento Europeo criticò l'assegnazione di alcuni portafogli a dei commissari, come Ingrida Udre, László Kovács, Neelie Kroes e Mariann Fischer-Boel. Tuttavia, il problema più grave fu quello posto dalla nomina del commissario italiano Rocco Buttiglione come commissario per la giustizia, la libertà e la sicurezza. Con tale portafoglio Buttiglione avrebbe dovuto occuparsi anche della tutela dei diritti fondamentali; tuttavia, i suoi punti di vista molto conservatori sull'omosessualità intesa come peccato e sul ruolo delle donne condussero i parlamentari europei a bocciare la sua nomina. Si è trattato della prima volta che il Parlamento Europeo ha respinto la nomina di un commissario europeo.
Il Partito del Socialismo Europeo annunciò il suo voto contro la nuova commissione, a meno che Barroso rivedesse la sua composizione e Buttiglione fosse sostituito. La nuova commissione era appoggiata dal Partito Popolare Europeo e da parte del Partito Europeo dei Liberali, Democratici e Riformatori, ma non era sicuro che avrebbe ottenuto l'approvazione della maggioranza dei parlamentari europei. Per assicurare l'approvazione della commissione, Barroso fu costretto a ritirare la sua proposta di assegnazione dei portafogli e propose una nuova commissione tre settimane più tardi. Il commissario italiano designato Buttiglione era stato sostituito da Franco Frattini, che aveva mantenuto lo stesso portafoglio, mentre a László Kovács era stato assegnato il portafoglio della fiscalità invece che quello dell'energia, assegnato a Andris Piebalgs, che sostituì Ingrida Udre come commissario designato della Lettonia.
Un ultimo problema sulla commissione Barroso venne sollevato dal gruppo parlamentare euroscettico Indipendenza e Democrazia e riguardava il commissario designato francese Jacques Barrot. Nel 2000 Barrot era infatti stato condannato per uno scandalo relativo a finanziamenti illeciti al suo partito, ma aveva poi beneficiato di un'amnistia dell'allora presidente francese Jacques Chirac. Tuttavia, Barroso difese la nomina di Barrot.
La Commissione è stata infine approvata dal Parlamento Europeo il 18 novembre 2004 con 449 voti a favore, 149 contro e 82 astenuti. I tre maggiori gruppi parlamentari annunciarono il loro appoggio alla commissione. La nuova commissione entrò in carica il 22 novembre.

### Composizione politica
- Sinistra / Socialisti (PSE e altri partiti di centrosinistra): 7 membri
- Destra / Conservatori (PPE e AEN): 11 membri
- Liberali (ELDR): 8 membri
- Indipendenti: 1 membro

## Componenti della Commissione
| Commissario | Commissario                          | Immagine | Incarico e competenze | Stato       | Partito politico europeo | Partito politico nazionale                          |
| ----------- | ------------------------------------ | -------- | --- | ----------- | ------------------------ | --------------------------------------------------- |
|             | José Manuel Durão Barroso            |          | Presidente della Commissione europea                                                                                       | Portogallo  | PPE                      | Partito Social Democratico                          |
|             | Margot Wallström                     |          | Commissaria europea per le relazioni istituzionali e strategia di comunicazione Vicepresidente della Commissione europea   | Svezia      | PSE                      | Partito Socialdemocratico dei Lavoratori di Svezia  |
|             | Joaquín Almunia                      |          | Commissario europeo per gli affari economici e monetari Vicepresidente della Commissione europea                           | Spagna      | PSE                      | Partito Socialista Operaio Spagnolo                 |
|             | Günter Verheugen                     |          | Commissario europeo per le imprese e l'industria Vicepresidente della Commissione europea                                  | Germania    | PSE                      | Partito Socialdemocratico di Germania               |
|             | Jacques Barrot (2004-2008)           |          | Commissario europeo per i trasporti Vicepresidente della Commissione europea                                               | Francia     | PPE                      | Unione per un Movimento Popolare                    |
|             | Antonio Tajani(2008-2010)            |          | Commissario europeo per i trasporti Vicepresidente della Commissione europea                                               | Italia      | PPE                      | Forza Italia                                        |
|             | Franco Frattini (2004-2008)          |          | Commissario europeo per la giustizia, la libertà e la sicurezza Vicepresidente della Commissione europea                   | Italia      | PPE                      | Forza Italia                                        |
|             | Jacques Barrot(2008-2010)            |          | Commissario europeo per la giustizia, la libertà e la sicurezza Vicepresidente della Commissione europea                   | Francia     | PPE                      | Unione per un Movimento Popolare                    |
|             | Siim Kallas                          |          | Commissario europeo per gli affari amministrativi, gli audit e la lotta antifrode Vicepresidente della Commissione europea | Estonia     | ELDR                     | Partito Riformatore Estone                          |
|             | Charlie McCreevy                     |          | Commissario europeo per il mercato interno e i servizi                                                                     | Irlanda     | AEN                      | Fianna Fáil                                         |
|             | Mariann Fischer Boel                 |          | Commissario europeo per l'agricoltura e sviluppo rurale                                                                    | Danimarca   | ELDR                     | Sinistra - Partito Liberale di Danimarca            |
|             | Neelie Kroes                         |          | Commissario europeo per la concorrenza                                                                                     | Paesi Bassi | ELDR                     | Partito Popolare per la Libertà e la Democrazia     |
|             | Peter Mandelson (2004-2008)          |          | Commissario europeo per il commercio                                                                                       | Regno Unito | PSE                      | Partito Laburista                                   |
|             | Catherine Margaret Ashton(2008-2009) |          | Commissario europeo per il commercio                                                                                       | Regno Unito | PSE                      | Partito Laburista                                   |
|             | Benita Ferrero-Waldner(2009-2010)    |          | Commissario europeo per il commercio                                                                                       | Austria     | PPE                      | Partito Popolare Austriaco                          |
|             | Joe Borg                             |          | Commissario europeo per gli affari marittimi e la pesca                                                                    | Malta       | PPE                      | Partito Nazionalista                                |
|             | Stavros Dimas                        |          | Commissario europeo per l'ambiente                                                                                         | Grecia      | PPE                      | Nuova Democrazia                                    |
|             | Markos Kyprianou (2004-2008)         |          | Commissario europeo per la sanità                                                                                          | Cipro       | ELDR                     | ΔΚ, Democratici Uniti                               |
|             | Androulla Vassiliou(2008-2010)       |          | Commissario europeo per la sanità                                                                                          | Cipro       | ELDR                     | ΔΚ, Democratici Uniti                               |
|             | Louis Michel (2004-2009)             |          | Commissario europeo per lo sviluppo e gli aiuti umanitari                                                                  | Belgio      | ELDR                     | Movimento Riformatore                               |
|             | Karel De Gucht(2009-2010)            |          | Commissario europeo per lo sviluppo e gli aiuti umanitari                                                                  | Belgio      | ELDR                     | Liberali e Democratici Fiamminghi Aperti            |
|             | Olli Rehn                            |          | Commissario europeo per l'allargamento                                                                                     | Finlandia   | ELDR                     | Partito di Centro Finlandese                        |
|             | Vladimír Špidla                      |          | Commissario europeo per l'occupazione, gli affari sociali e le pari opportunità                                            | Rep. Ceca   | PSE                      | Partito Socialdemocratico Ceco                      |
|             | László Kovács                        |          | Commissario europeo per la fiscalità e l'unione doganale                                                                   | Ungheria    | PSE                      | Partito Socialista Ungherese                        |
|             | Dalia Grybauskaitė (2004-2009)       |          | Commissario europeo per la programmazione finanziaria e il bilancio                                                        | Lituania    | Indipendente             | Indipendente                                        |
|             | Algirdas Šemeta(2009-2010)           |          | Commissario europeo per la programmazione finanziaria e il bilancio                                                        | Lituania    | PPE                      |                                                     |
|             | Benita Ferrero-Waldner(2004-2009)    |          | Commissario europeo per le relazioni esterne e la politica europea di vicinato                                             | Austria     | PPE                      | Partito Popolare Austriaco                          |
|             | Ján Figeľ (2004-2009)                |          | Commissario europeo per l'istruzione, la formazione, la cultura e la gioventù                                              | Slovacchia  | PPE                      | Movimento Cristiano-Democratico                     |
|             | Maroš Šefčovič(2009-2010)            |          | Commissario europeo per l'istruzione, la formazione, la cultura e la gioventù                                              | Slovacchia  | PSE                      | Direzione - Socialdemocrazia                        |
|             | Danuta Hübner (2004-2009)            |          | Commissario europeo per la politica regionale                                                                              | Polonia     | PPE                      | Piattaforma Civica                                  |
|             | Paweł Samecki(2009-2010)             |          | Commissario europeo per la politica regionale                                                                              | Polonia     | PPE                      | Piattaforma Civica                                  |
|             | Andris Piebalgs                      |          | Commissario europeo per l'energia                                                                                          | Lettonia    | PPE                      | Via Lettone Primo Partito di Lettonia - Via Lettone |
|             | Janez Potočnik                       |          | Commissario europeo per la scienza e la ricerca                                                                            | Slovenia    | ELDR                     | Democrazia Liberale di Slovenia                     |
|             | Viviane Reding                       |          | Commissario europeo per la società dell'informazione e i mezzi di comunicazione                                            | Lussemburgo | PPE                      | Partito Popolare Cristiano Sociale                  |
|             | Meglena Kuneva (2007-2010)           |          | Commissario europeo per la tutela dei consumatori (Nuovo portafoglio dato l'ingresso della Bulgaria nell'Unione Europea)   | Bulgaria    | ELDR                     | Movimento Nazionale per la Stabilità e il Progresso |
|             | Leonard Orban (2007-2010)            |          | Commissario europeo per il multilinguismo (Nuovo portafoglio dato l'ingresso della Romania nell'Unione Europea)            | Romania     | ELDR                     | -                                                   |

## Attività svolta
La Commissione Barroso I ereditò dalla precedente Commissione Prodi la direttiva sui servizi nel mercato interno, nota anche come direttiva Bolkestein. Tale direttiva puntava a liberalizzare il settore dei servizi all'interno dell'Unione Europea, che comprende circa i due terzi dell'economia europea. Il nuovo commissario per il mercato interno ed i servizi, Charlie McCreevy, propose per la direttiva un testo piuttosto diverso dalla bozza elaborata dal suo predecessore, accogliendo così le modifiche proposte dal Parlamento europeo e venendo incontro alle forti preoccupazioni espresse dai sindacati. L'accordo finale raggiunto nel maggio 2007 consentì l'approvazione della direttiva; l'accordo escluse dai settori coinvolti dalla direttiva numerosi servizi (sanità, sicurezza, assistenza sociale...) e rigettò la proposta del principio del Paese di origine per cui un'azienda avrebbe potuto operare in qualsiasi parte dell'Unione Europea rispettando le norme sul lavoro del proprio stato membro di origine.
Un'iniziativa della Commissione che godette di ampio sostegno dell'opinione pubblica fu il regolamento sui costi del roaming all'interno dell'Unione Europea, portato avanti dalla commissario per la società dell'informazione e i mezzi di comunicazione Viviane Reding. Il regolamento pose un limite ai costi di roaming delle chiamate effettuate da un telefono cellulare europeo all'interno di uno stato membro diverso dal suo di origine.
La direttiva REACH costituì un'altra importante direttiva approvata dalla Commissione Barroso I. La direttiva regolamenta l'utilizzo di oltre 30.000 sostanze chimiche all'interno dell'UE per tutelare la salute dell'ambiente e dei cittadini. La direttiva REACH costituisce il più corposo singolo atto mai prodotto dalla Commissione ed è un punto di riferimento anche per il resto del mondo.
Il 10 gennaio 2007 la Commissione rese pubblica la politica energetica dell'Unione Europea, mirata a istituire un mercato unico europeo dell'energia, a contrastare il cambiamento climatico favorendo le energie da fonti rinnovabili e a assicurare maggiore indipendenza strategica dell'UE dai fornitori stranieri di combustibili fossili.
Il commissario per la concorrenza Neelie Kroes proseguì l'azione iniziata dalla Commissione Prodi contro Microsoft per l'abuso della sua posizione dominante di mercato. Microsoft ricevette una multa di 497 milioni di euro, la più alta multa mai imposta dalla Commissione ad una singola azienda.
Il 3 marzo 2010 il Presidente Barroso annunciò la strategia decennale Europa 2020, una proposta per rilanciare l'economia europea e indirizzarla verso una crescita innovativa, sostenibile e inclusiva e per coordinare meglio le politiche economiche europee e nazionali.
Il commissario per la pesca e gli affari marittimi Joe Borg pose le basi per la creazione di una politica marittima integrata.

## Evoluzione del ruolo della Commissione
Il mandato della Commissione Barroso I vide una crescente attività politica dei suoi componenti: alcuni, come Louis Michel nel 2007, parteciparono direttamente alle elezioni politiche nel loro Paese di origine, mentre altri dichiararono il loro appoggio a determinati candidati impegnati in competizioni elettorali. Fu questo il caso di Neelie Kroes e del suo appoggio ad Angela Merkel nelle elezioni politiche del 2005 e di Margot Wallström e del suo appoggio a Ségolène Royal nelle elezioni presidenziali francesi del 2007.
L'impegno dei commissari nelle competizioni elettorali nazionali appariva in contrasto con l'esigenza di assicurare la neutralità della Commissione europea nei confronti delle vicende politiche interne agli stati membri. Tuttavia, Michel e Wallström difesero le loro scelte sostenendo che il loro impegno politico aiutava ad avvicinare la Commissione ai cittadini e ad evidenziare il ruolo politico della Commissione.

## Evoluzione dell'apparato burocratico
La nomina di Catherine Day come Segretario generale della Commissione nel 2005 segnò un passaggio significativo nell'evoluzione della Commissione. Oltre ad essere la prima donna a ricoprire tale incarico, la nomina di Day si inserì in un più vasto cambiamento dei dirigenti generali della Commissione che fu vista come un successo dell'ala liberale della Commissione, della Germania e del Regno Unito e come una sconfitta della Francia.
Il commissario Günter Verheugen segnalò la gravità del problema della frammentazione delle Direzioni generali della Commissione e della parziale sovrapposizione dei mandati di alcuni commissari, che comportavano insufficiente coerenza delle politiche e lotte interne per l'affermazione dell'egemonia.

## Commissione Barroso II
Il presidente Barroso è stato riconfermato dal Consiglio europeo e dal Parlamento europeo per un secondo mandato ed ha perciò presentato una nuova commissione, che è stata approvata dal Parlamento europeo il 9 febbraio 2010.